# Starlight Express
Starlight Express is een rockmusical die een kinderdroom verhaalt waarin speelgoedtreinen tot leven komen. De musical werd geschreven door Andrew Lloyd Webber (muziek) en Richard Stilgoe (tekst). De oorspronkelijke choreografie is van Arlene Phillips. Later werden bepaalde stukken van de muziek en tekst aangepast door Don Black en David Yazbek. De productie was een van de langstlopende musicals op West End.  
De muziek bestaat grotendeels uit disco en popmuziek, maar bevat daarnaast ook een countrynummer en een liefdesduet.
De show is een spektakel van live stunts door professionele skaters die navigeren op een lange racebaan rondom het publiek en het hoofdpodium.

## Achtergrond
Oorspronkelijk had Lloyd Webber in 1975 een script geschreven voor een animatiefilm, maar er bleek geen interesse te zijn.  Daarom besliste hij in 1983 om het verhaal om te zetten in een musical die hij opdroeg aan zijn kinderen.  Negen jaar later herschreef Lloyd Webber het verhaal en de muziek gedeeltelijk.  Zelf omschrijft Lloyd Webber de productie als een Assepoester-verhaal.
Starlight Express werd voor het eerst opgevoerd in het Londense Apollo Victoria Theatre in de wijk West End.  De première vond plaats op 27 maart 1984, de laatste voorstelling op 12 januari 2002.  Daarmee liep de musical net geen 18 jaar.  In totaal waren er meer dan 7400 opvoeringen.  In 1992 was Starlight Express de tweede langstlopende musical in Londen..
De productie vereiste dat de theaterzaal gedeeltelijk werd omgebouwd. Zo dienden er een duizendtal stoelen te verdwijnen om plaats te maken voor de skatebaan. Deze vertrok uit de coulisse, ging rondom het publiek en kwam terug in de coulisse aan.  Daarnaast diende er een groot hoofdpodium te komen met nog enkele uitklapbare subpodia om zo de parcours van de verschillende races aan te duiden.
Ook bleek er te weinig ruimte te zijn voor de orkestbak. Daarom werd beslist om het live-orkest onder het hoofdpodium te plaatsen, uit het zicht van het publiek.

## Synopsis
Het verhaal beschrijft de droom van een kind over een groep van speelgoedtreinen die deelnemen aan een wedstrijd om te bewijzen wie de snelste is.  Underdog Rusty, een stoomlocomotief, wint de race en het hart van Pearl.
De acteurs/actrices zijn skaters en stellen elk een locomotief, een bepaald type van treincoupé of een ander attribuut voor.

## Personages
Hieronder volgt een opsomming van de meest gangbare rollen in de musical.

### Voice overs
Er zijn drie voice-over-rollen waarvan men enkel de stem hoort.
- Control: het kind dat droomt over de race
- Mom: De moeder van het kind.
- Starlight Express: de middernachttrein die een godheid voorstelt

### De locomotieven
- Rusty: een stoomlocomotief die de race wil winnen
- Poppa: is eveneens een stoomlocomotief, maar van een ouder type. Hij meent dat de godheid "Starlight Express" iedereen helpt die hem aanbidt.  Hoewel niet specifiek vermeld, kan men aan de naam "Poppa" afleiden dat hij de vader is van Rusty.
- Greaseball: een macho dieseltrein die kampioen wil blijven.
- Electra: zij is een nieuw type van locomotief die door Control wordt omschreven als "de motor van de toekomst".  Electra is een elektrische trein die zowel op wisselstroom als gelijkstroom werkt.

### De wagons
- Pearl: Een eersteklas "observatiewagon" (waarbij de zetels gedraaid zijn naar de ramen zodat de inzittenden steeds door het raam kijken). Ze krijgt onmiddellijk aandacht van Rusty en beiden worden later verliefd op elkaar.
- Dinah: Ze is een restauratiewagen met klasse en komt uit de Zuidelijke Verenigde Staten. Ze is de beste vriendin van Pearl.
- Ashley: Ze is de wagon waarin wordt gerookt. Ashley is steeds op zoek naar sigaretten.
- Buffy: net zoals Dinah is hij een restauratiewagen alleen dat hij goedkopere fastfood-producten serveert
- Belle: Een oude, luxueuze Pullman-slaaptrein. (Deze rol werd na Broadway geschrapt)
- 2de en 3de klascompartimenten: deze wagons verschenen enkel op West End tijdens het lied "AC/DC" als achtergrondkoor.

### De goederenwagons
- Rocky 1, 2, 3, en 4: Een gesloten wagen die goederen en onderdelen transporteert. (Rocky 4 is een optionele rol. Daarnaast worden de Rocky's in sommige producties "Hip Hoppers" genoemd)
- Flat-Top: een open goederenwagon bevriend met Rusty hoewel hij optrekt met de Greaseball-bende
- Dustin the Big Hopper: Een grote hopperwagon. Hij is lief, verlegen en gevoelig wat zijn gewicht betreft.
- CB: Een rode dienstwagon. Hij heeft een alter ego en veroorzaakt tijdens elke rit steeds onheil. (CB had oorspronkelijk een grote rol, maar deze werd later drastisch ingekort)

### Onderdelen van Electra
- Krupp: een wagon met gevechtswapens
- Wrench: een wagon met herstelstukken
- Purse: een wagon met geld
- Rihanna: een wagon met een koeling
- Joule: een wagon met dynamiet

### Nationale locomotieven
Dit zijn de treinen uit andere landen die meedoen aan de race
- Bobo: Een Franse TGV-trein
- Expresso: Een Italiaanse trein van de "Milan Express"-spoorlijn
- Weltschaft (later hernoemd naar Ruhrgold): Een Duitse trein van InterCityExpress
- Turnov: Een Russische trein van de Trans-Siberische spoorlijn
- Hashamoto (later hernoemd naar Nintendo): Een trein die rijdt op het Japanse Shinkansen-netwerk
- City of Milton Keynes (later hernoemd naar "Prince of Wales"): Een Britse passagierstrein voorbehouden voor het Brits koningshuis

### Attributen
- Groene vlag en rode vlag: zij geven het begin en einde aan van een wedstrijdparcours. Ook zullen zij ontspoorde treinen terug op de rails zetten en uitsluitsels geven.
- Trax: zij zijn een soort van vlaggen die optioneel kunnen worden ingezet. De acteurs dragen rollerblades en hebben geen enkele tekst. Ze worden enkel ingeschakeld voor extra optioneel stuntwerk.
- Greaseball's bende: een koor bestaande uit enkele zwarte dieselmotoren die Greaseball supporteren.
- Tank, Gook en Lube: ze worden meestal niet met naam aangesproken en hebben een beperkte tekst ter hoogte van het lied "Taunting Rusty".